# Psammodius plicicollis
Psammodius plicicollis é uma espécie de insetos coleópteros polífagos pertencente à família Aphodiidae.
A autoridade científica da espécie é Erichson, tendo sido descrita no ano de 1848.
Trata-se de uma espécie presente no território português.